# Paratachycines ishikawai
Paratachycines ishikawai är en insektsart som först beskrevs av Lucien Chopard 1954.  Paratachycines ishikawai ingår i släktet Paratachycines och familjen grottvårtbitare. Inga underarter finns listade i Catalogue of Life.